# Situationsmodell (mentales Modell)
Das Situationsmodell (mentales Modell) ist ein Begriff aus der Kommunikations- und Sprachwissenschaft.

## Beschreibung
Das Situationsmodell wird von Teun Adrianus Van Dijk und Walter Kintsch (1983) als eine substanziell mit Vorwissen angereicherte, reichhaltige Repräsentation eines Textes bezeichnet.